# Psy
Park Jae-sang (hangul: 박재상), mer känd under artistnamnet Psy (hangul: 싸이), född 31 december 1977 i Seoul, är en sydkoreansk sångare, rappare och låtskrivare.

## Biografi
Psy blev internationellt känd år 2012 för sin singel "Gangnam Style" vars musikvideo fick över 1 miljard visningar på Youtube den 21 december 2012 och blev den mest visade videon på Youtube drygt 1,5 år efter den släpptes, då den gick om Justin Biebers musikvideo till låten "Baby" som hade 1,7 miljarder visningar. Detta rekord stod sig i nästan fem år, fram till juli 2017, då musikvideon till låten "See You Again" med Wiz Khalifa tog över förstaplatsen. Vid den tidpunkten hade låten passerat 3 miljarder visningar.
Han är känd för sina humoristiska videor och scenframträdanden och har synts i TV-program såsom The Ellen DeGeneres Show, Extra, Good Sunday: X-Man, The Golden Fishery och Saturday Night Live. PSY är utbildad vid Boston University och Berklee College of Music, men aldrig avslutat en examen. Hans stora musikkinspirationer är Eminem, 2Pac, Jay-Z, Dr Dre och Queen.
Han var sedan tidigare känd i Sydkorea och har utgivit flera album (se vidare Diskografi). I början av 2019 skapade Psy sitt eget skivbolag efter att lämnat YG entertainment efter 8 år under bolaget. Detta nya skivbolag fick namnet P-nation. Han har redan fått många personer att skriva under ett kontrakt, som Jessi, Hyuna och E'Dawn.

## Diskografi

### Album
| Albuminformation                                                    | Topplacering          |
| Albuminformation                                                    | Sydkorea (Gaon Chart) |
| ------------------------------------------------------------------- | --------------------- |
| PSY from the Psycho World! (Studioalbum) - Släppt: 12 februari 2001 | —                     |
| Ssa2 (Studioalbum) - Släppt: 1 januari 2002                         | —                     |
| 3 Mai (Studioalbum) - Släppt: 18 september 2002                     | —                     |
| Ssajib (Studioalbum) - Släppt: 24 juli 2006                         | 1                     |
| PsyFive (Studioalbum) - Släppt: 20 oktober 2010                     | 6                     |
| Psy 6 (Six Rules), Part 1 (Studioalbum) - Släppt: 15 juli 2012      | 1                     |
| Chiljip Psy-da (Studioalbum) - Släppt: 1 december 2015              | 6                     |
| 4X2=8 (Studioalbum) - Släppt: 10 maj 2017                           | 5                     |

### Singlar
| År   | Titel                                        | Topplacering          |
| År   | Titel                                        | Sydkorea (Gaon Chart) |
| ---- | -------------------------------------------- | --------------------- |
| 2001 | "Bird"                                       | 1                     |
| 2001 | "The End"                                    | 1                     |
| 2002 | "Hooray"                                     | —                     |
| 2002 | "Singosik"                                   | —                     |
| 2002 | "Champion"                                   | 1                     |
| 2002 | "Paradise" (med Lee Jae-hoon)                | 9                     |
| 2003 | "Home Run" (OST: Reversal of Fortune)        | 43                    |
| 2005 | "Someday"                                    | 48                    |
| 2005 | "Delight"                                    | 3                     |
| 2005 | "Father"                                     | 20                    |
| 2006 | "We Are the One"                             | 2                     |
| 2006 | "Entertainer"                                | 1                     |
| 2006 | "Beautiful Goodbye 2" (med Lee Jae-hoon)     | 33                    |
| 2007 | "Because It's Raining"                       | 93                    |
| 2010 | "Ring For Me Once Again" (med Kim Jang-hoon) | —                     |
| 2010 | "In My Eyes" (med Lee Jae-hoon)              | 11                    |
| 2010 | "Thank You" (med Seo In-young)               | 16                    |
| 2010 | "Right Now"                                  | 4                     |
| 2011 | "It's Art"                                   | 51                    |
| 2011 | "Shake It" (med Noh Hong-chul)               | 4                     |
| 2012 | "Father (Live ver.)"                         | 29                    |
| 2012 | "Korea"                                      | 75                    |
| 2012 | "Gangnam Style"                              | 1                     |
| 2012 | "Oppa Is Just My Style" (med Hyuna)          | —                     |
| 2013 | "Gentleman"                                  | 1                     |
| 2014 | "Hangover" (med Snoop Dogg)                  | —                     |
| 2015 | "Father" (med Lang Lang)                     | —                     |
| 2015 | "Daddy" (med CL)                             | 1                     |
| 2015 | "Napal Baji"                                 | 2                     |
| 2017 | "I Luv It"                                   | 1                     |
| 2017 | "New Face"                                   | 3                     |